# Виана, Жулиано
Жулиано Виана Папиле (порт.-браз. Juliano Viana Papille; родился 1 марта 2008, Бразилия), или же просто Жулиано (порт.-браз. Juliano) — бразильский футболист, нападающий клуба «Ред Булл Брагантино».

## Клубная карьера
Воспитанник клуба «Ред Булл Брагантино», 6 июля 2024 года Жулиано подписал свой первый профессиональный контракт с клубом. 28 июля 2024 года дебютировал в чемпионате Бразилии в матче против «Флуминенсе».